# Mont Hunter (Alaska)
El Mont Hunter o Begguya, amb 4.442 msnm, és la tercera muntanya més alta de l'Alaska Range, després del Mont McKinley (6.194 m) i el Mont Foraker (5.304 m). Es troba a l'interior del Parc Nacional de Denali, a uns 13 km al sud del Mont McKinley. El Mont Hunter compta amb tres cims que es troben separats per una glacera de grans dimensions.

## El nom
El nom indígena de la muntanya és Begguya, que significa "nens de Denali". Els primers exploradors que anaren a la zona l'anomenaren Mont Roosevelt. El 1903, Robert Dunn, un reporter del "New York Commercial Advertiser," va visitar la zona com a part de l'intent de Frederick Cook per escalar el Mont McKinley. Ell va atorgar el nom de la seva tia Anna Falconnet Hunter (1885-1941), que va finançar el seu viatge, a una muntanya alta propera que sobresortiua des del nord-oest. Aquest va ser, de fet, un pic diferent, que ara es coneix com a Kahiltna Dome. Malauradament, el nom de Hunter es va aplicar erròniament l'actual Mont Hunter per un inspector del govern el 1906.

## Ascensions
Tot i ser molt una muntanya de menor altura que el veí Mont McKinley, la seva escalada és més difícil, per les seves escarpades cares i arestes i per ser molt menys visitada que el seu gran veí.
Fred Beckey, Heinrich Harrer i Meybohm Henry van completar la primera ascensió el 1954, a través de la llarga West Ridge, cosa que va suposar una gran fita per l'època i per les tècniques utilitzades.
A partir de 1977, amb Michael Kennedy i George Lowe, es va obrir una nova ruta per la cara nord-oest.